# Sumbarang
Sumbarang is een bestuurslaag in het regentschap Tegal van de provincie Midden-Java, Indonesië. Sumbarang telt 4799 inwoners (volkstelling 2010).